# Euptychia austera
Euptychia austera är en fjärilsart som beskrevs av Butler 1866. Euptychia austera ingår i släktet Euptychia och familjen praktfjärilar. Inga underarter finns listade i Catalogue of Life.